# Municipio de Howell (Nueva Jersey)
El municipio de Howell (en inglés: Howell Township) es un municipio ubicado en el condado de Monmouth en el estado estadounidense de Nueva Jersey. En el año 2010 tenía una población de 51,075 habitantes y una densidad poblacional de 323 personas por km².

## Geografía
El municipio de Howell se encuentra ubicado en las coordenadas 40°9′53″N 74°12′27″O / 40.16472, -74.20750.

## Demografía
Según la Oficina del Censo en 2000 los ingresos medios por hogar en el municipio eran de $68,069 y los ingresos medios por familia eran $74,623. Los hombres tenían unos ingresos medios de $55,349 frente a los $34,722 para las mujeres. La renta per cápita para la localidad era de $26,143. Alrededor del 4.2% de la población estaba por debajo del umbral de pobreza.